# Samuel Hirszenberg

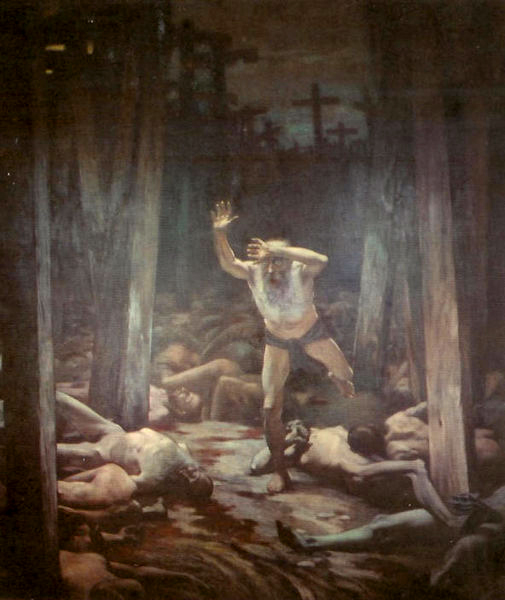
Żyd wieczny tułacz

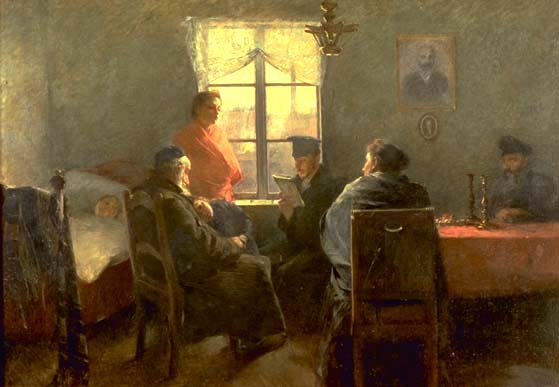
Szabat

Samuel Hirszenberg (ur. 10 sierpnia 1865 w Łodzi, zm. 15 września 1908 w Jerozolimie) – polski malarz pochodzenia żydowskiego, brat Henryka i Leona Hirszenbergów oraz szwagier Henryka Glicensteina.

## Życiorys

### Okres edukacji
Jego rodzicami byli Sura (Sara) Perla Awner (ur. 1845 w Tuszynie, zm. 26 kwietnia 1906 w Łodzi) oraz Dawid (ur. 1844 w Zgierzu, zm. 4 sierpnia 1907 w Łodzi) Hirszenbergowie. Był najstarszym z jedenaściorga rodzeństwa. W rodzinnym mieście, w latach 1877–1880, uczęszczał do Szkoły Rzemiosła. Talent młodego artysty dostrzegł dyrektor łódzkiego Szpitala im. Poznańskich, dr Maksymilian Cohn. To dzięki niemu Samuelowi Hirszenbergowi udało się otrzymać od łódzkich przemysłowców stypendium (m.in. od Izraela Poznańskiego), dzięki któremu w latach 1881–1883 mógł wyjechać do Szkoły Sztuk Pięknych w Krakowie, gdzie kształcił się w pracowniach Feliksa Szynalewskiego, Izydora Jabłońskiego i Władysława Łuszczkiewicza. Od 1883 pobierał nauki w akademii monachijskiej, pod kierunkiem Alexandra Wagnera (do 1887), i następnie w Paryżu w Akademii Colarossiego (1888–1889). W 1885 na monachijskiej akademii został wyróżniony srebrnym medalem. W 1887 ukończył obraz Jeszybot („Szkoła Talmudystów”), za który otrzymał pierwsze wyróżnienia (m.in. w 1889 srebrny medal na Wystawie Światowej w Paryżu), a na zamówienie rodziny Poznańskich namalował Hamana i Esterę (1889).

### Praca twórcza
Po zakończeniu edukacji, na przełomie 1889 i 1890, powrócił w Łodzi, gdzie związał się z tamtejszym środowiskiem artystycznym (m.in. z Natanem Altmanem, Henrykiem Glicensteinem czy Leopoldem Pilichowskim). W 1891 wyjechał do Monachium, w którym otworzył pracownię. Wówczas powstały m.in. obrazy Wszechświat oraz Cmentarz żydowski. Dwa lata później powrócił ponownie do Łodzi. Tutaj wynajął pracownię i mieszkanie w kamienicy Pinkusa, namalował Konferencyjkę oraz skupił wokół swojej osoby tworzące się środowisko artystyczne. W 1894 wziął udział w wystawie twórców należących do Secesji Monachijskiej (Sjesta sobotnia). W latach 1895–1904 wielokrotnie bywał gościem plenerów oraz letnich wakacji Teresy Silberstein w Lisowicach, podczas których portretował członków rodziny fundatorki oraz okoliczne pejzaże. W drugiej połowie 1896 przebywał w Monachium. Prace prezentował na wystawie Secesji Monachijskiej oraz w Towarzystwie Przyjaciół Sztuk Pięknych w Krakowie. 16 grudnia tego samego roku ożenił się z Marią Anną Pauliną Chretien.
W 1898 Samuel Hirszenberg przebywał w Normandii, gdzie malował sceny rodzajowe oraz pejzaże morskie. W następnym roku ukończył monumentalne dzieło Żyd wieczny tułacz. W 1901 przebywał kilka miesięcy we Włoszech (m.in. w Rzymie), gdzie malował pejzaże, sceny rodzajowe i studia portretowe, które wystawił następnie w Łodzi w salonie Jana Grodka (1901) oraz w następnym roku na indywidualnej wystawie w Salonie Krywulta w Warszawie. Tam też prezentował Żyda wiecznego tułacza. W 1903 przebywał ponownie w Monachium, przygotowując projekty oraz malując część obrazów zamówionych przez Leonię Poznańską w celu udekorowania sali jadalnej oraz balowej w pałacu Izraela Poznańskiego. W 1904 ukończył, malowany od 1896, obraz Wychodźcy, a jesienią 1904 przeniósł się do Krakowa, w którym skupił środowisko malarzy żydowskich (Neuman, Gottlieb, Merkel, Kuna, Hochman) i wziął udział pod koniec roku w jubileuszowej wystawie krakowskiego Towarzystwa Przyjaciół Sztuk Pięknych. W 1905 ukończył Czarny sztandar, a rok później wziął udział w Salonie Société des Artistes Français w Paryżu, wystawiając Wychodźców. Namalował wówczas Święto w getcie oraz Niedzielę. Lato 1906 spędził w Rytrze, tworząc portrety i studia pejzażowe techniką pastelową.
W 1907 zmarł ojciec malarza, powstał Spinoza wyklęty. W tym samym roku Hirszenberg wyjechał do Francji (przebywał krótko w Bretanii i Paryżu), skąd udał się, na zaproszenie Borysa Schatza, do Jerozolimy, w celu objęcia posady profesora w Szkole Sztuk Pięknych i Rzemiosł Besaleela. W Niemczech na wystawie Sztuki Żydowskiej w Berlinie wystawił Wychodźców. W 1908 uczył rysunku i malarstwa w Besaleel, rysował pejzaże i studia portretowe mieszkańców Palestyny. 
Pochowany został na cmentarzu na Górze Oliwnej.

## Twórczość
Samuel Hirszenberg uprawiał malarstwo realistyczne, stopniowo przechodząc do impresjonizmu, wiele jego prac nawiązuje do symbolizmu i wkracza na grunt ekspresjonizmu. Malował melancholijne sceny rodzajowe o tematyce żydowskiej, duże alegorie często inspirowane literaturą. Poruszał tematykę prześladowań i pogromów Żydów, przedstawiał żydowskie obrzędy i tradycję, ilustrował ich powolny proces asymilacji. Jednocześnie tworzył tradycyjne portrety, liczne pejzaże, kompozycje dekoracyjne i sporadycznie akty.
Artysta debiutował w Zachęcie w 1885, często i systematycznie wystawiał m.in. w Towarzystwie Przyjaciół Sztuk Pięknych w Krakowie, Towarzystwie Zachęty Sztuk Pięknych w Warszawie, ponadto w Berlinie, Monachium i Paryżu. Jego prace uległy w znacznej części zniszczeniu w czasie II wojny światowej, a zachowana część została rozproszona w kolekcjach prywatnych. Najbardziej znane obrazy to: Żyd wieczny tułacz, Urania, Spinoza wyklęty, Cmentarz żydowski, Jeszyboth, Pod ścianą płaczu, Synagoga, Czarny sztandar.